# Кайракла
Кайракла́ (рос. Кайракла) — село у складі Кувандицького міського округу Оренбурзької області, Росія.

## Населення
Населення — 169 осіб (2010; 253 у 2002).
Національний склад (станом на 2002 рік):
- росіяни — 74 %